# Бей-Гілл (Флорида)
Бей-Гілл (англ. Bay Hill) — переписна місцевість (CDP) в США, в окрузі Орандж штату Флорида. Населення — 5021 особа (2020).

## Географія
Бей-Гілл розташований за координатами 28°27′14″ пн. ш. 81°30′24″ зх. д. / 28.45389° пн. ш. 81.50667° зх. д. (28.453979, -81.506553).  За даними Бюро перепису населення США в 2010 році переписна місцевість мала площу 6,41 км², з яких 6,15 км² — суходіл та 0,26 км² — водойми. В 2017 році площа становила 8,89 км², з яких 6,15 км² — суходіл та 2,74 км² — водойми.

## Демографія
Згідно з переписом 2010 року, у переписній місцевості мешкали 4884 особи в 1835 домогосподарствах у складі 1483 родин. Густота населення становила 762 особи/км².  Було 2072 помешкання (323/км²).
Расовий склад населення:
| - 84,6 % — білих - 9,4 % — азіатів - 2,3 % — чорних або афроамериканців - 0,2 % — корінних американців - 1,4 % — осіб інших рас |

До двох чи більше рас належало 2,1 %. Частка іспаномовних становила 9,3 % від усіх жителів.
За віковим діапазоном населення розподілялося таким чином: 20,9 % — особи молодші 18 років, 62,3 % — особи у віці 18—64 років, 16,8 % — особи у віці 65 років та старші. Медіана віку мешканця становила 48,2 року. На 100 осіб жіночої статі у переписній місцевості припадало 97,9 чоловіків;  на 100 жінок у віці від 18 років та старших — 95,9 чоловіків також старших 18 років.
Середній дохід на одне домашнє господарство  становив 139 102 долари США (медіана — 93 333), а середній дохід на одну сім'ю — 143 001 долар (медіана — 93 706). Медіана доходів становила 100 292 долари для чоловіків та 51 479 доларів для жінок. За межею бідності перебувало 10,6 % осіб, у тому числі 0,0 % дітей у віці до 18 років та 0,0 % осіб у віці 65 років та старших.
Цивільне працевлаштоване населення становило 2139 осіб. Основні галузі зайнятості: мистецтво, розваги та відпочинок — 18,4 %, освіта, охорона здоров'я та соціальна допомога — 17,3 %, науковці, спеціалісти, менеджери — 14,8 %, роздрібна торгівля — 13,6 %.